# Gunnarstorpagölen, Småland
Gunnarstorpagölen är en sjö i Sävsjö kommun i Småland och ingår i Lagans huvudavrinningsområde.